# Bombardeo aéreo

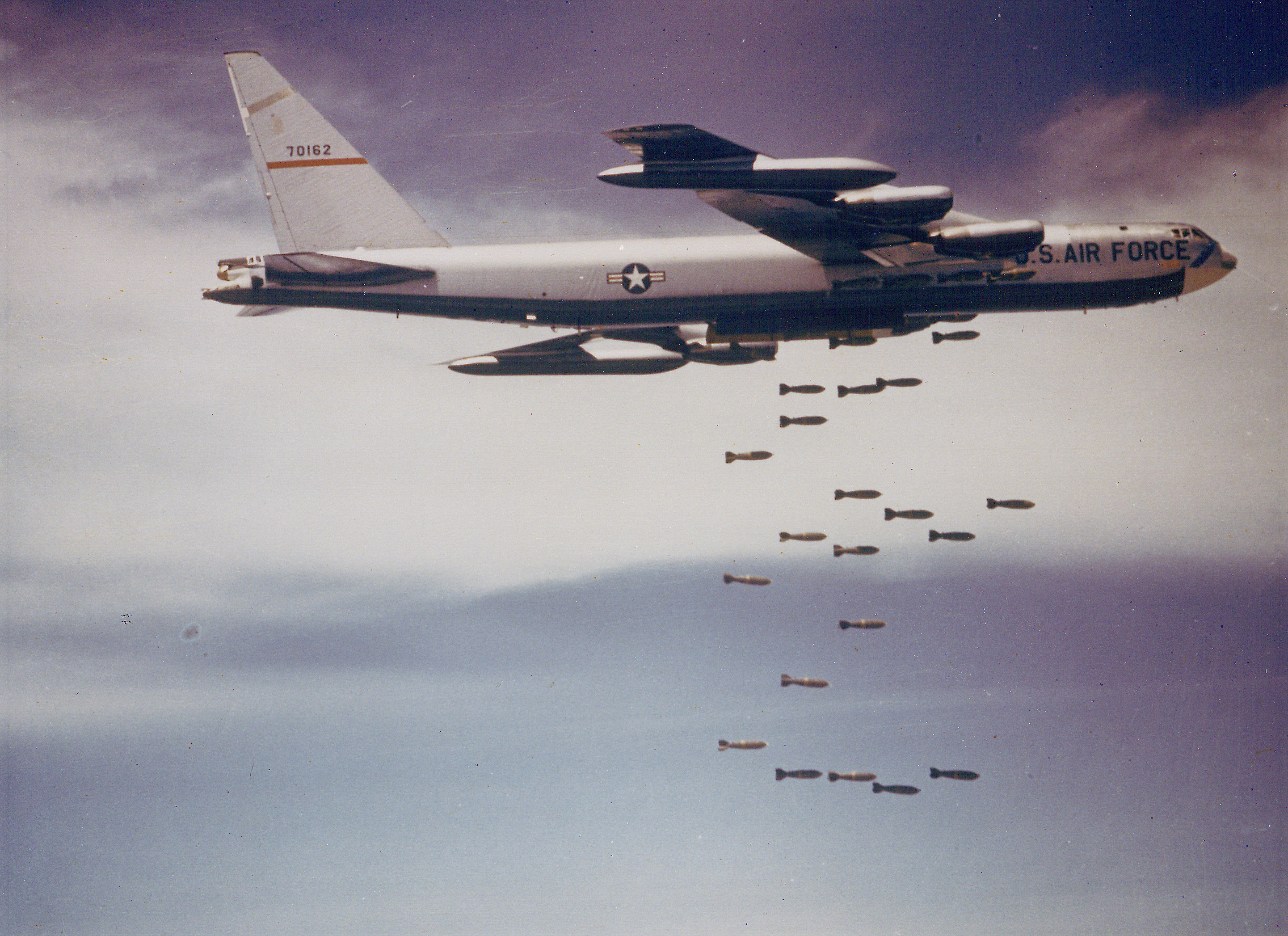
Bombardero B-52F Stratofortress de la Fuerza Aérea de los Estados Unidos bombardeando en la guerra de Vietnam.

El bombardeo aéreo es un ataque realizado desde aviones militares contra instalaciones fortificadas, tropas, ciudades o edificios. Estrictamente, el término bombardeo se usa para referirse a objetivos indefensos con el propósito de desmoralizar a su oponente, especialmente a la población civil y a las autoridades, para conseguir de ese modo la rendición antes de que la totalidad de los edificios sea destruido. Esta surgió en la década de 1910 y se convirtió en un tipo de ofensiva militar de la guerra moderna desde finales de la Gran Guerra en adelante.
El bombardeo de un objetivo es especialmente efectivo cuanta mayor destrucción inflige sobre una población indefensa. Aunque históricamente hay pocos ejemplos de una rendición por una amenaza de bombardeo, el simple hecho de la amenaza puede llegar a ser suficiente para que una población deponga las armas.
La destrucción dejada tras un bombardeo es inmensa, llegando en algunas ocasiones a una destrucción casi total. Esta es la consecuencia de la falta de precisión de este tipo de ataque, el cual, aunque se haga a baja altura y velocidad, tiene una baja precisión. Por tanto, los aviones bombarderos desprenden una gran cantidad de bombas durante un ataque para de ese modo aumentar las probabilidades de alcanzar un objetivo concreto.

## Tipos de bombardeo
- Bombardeo estratégico: ataque aéreo sistemático y organizado utilizado durante una guerra total, que intenta destruir la capacidad económica de una nación para librar la guerra.
- Bombardeo táctico:bombardeo específico de recursos claves o puntos de encuentro del enemigos con la intención de inhabilitar al oponente. Muchas veces se ocupa la interdicción aérea a larga distancia, «más allá del alcance visual» o BVR (Beyond Visual Range).
- Apoyo aéreo cercano: bombardeo que se realiza durante el combate con la intención de dar apoyo aéreo cercano a los aliados en superficie.
- Bombardeo en picado: bombardeo que realiza un avión tras inclinar su morro formando un ángulo de 90° respecto a la tierra, lanzando un proyectil instantes antes de impactar contra el suelo y enderezar el avión, con ello se obtenía un notable aumento de la precisión. Habitualmente empleado durante la Segunda Guerra Mundial.

## Historia
El primer bombardeo aéreo de la historia lo realiza, en 1848, el Imperio austríaco contra sus súbditos sublevados de Venecia, mediante globos aerostáticos «presos» (manejados por cuerdas) cargados de explosivos.
El primer bombardeo planificado de aviación de la historia (que también es su primera acción de combate) lo realizó el Ejército del Aire de España el 5 de noviembre de 1913, en la guerra del Rif. Se utilizaron biplanos Lohner Pfeilflieger , que despegaron del aeródromo de Tetuán y descargaron bombas de fabricación alemana Carbonit de 10 kg de peso sobre diversos objetivos militares.
Si bien se tiene constancia de que un piloto italiano lanzó cuatro granadas (con algún herido) en Libia, en septiembre de 1911, durante la Guerra ítalo-turca; se considera que los primeros bombardeos sobre población civil fueron ordenados por la Dictadura Militar de Primo de Rivera contra las plazas del norte de África. 
En 1928, los marines estadounidenses ocupantes de Nicaragua, acosando a la resistencia guerrillera de Sandino, realizaron bombardeos aéreos sobre los poblados en Murra, Quilalí, Las Segovias y Ocotal.   "Nicaragua es utilizada como laboratorio de pruebas para la aviación. De hecho, la técnica de los bombardeos en picada es concebida en el transcurso de esta intervención, perfeccionada luego en Europa, durante la Segunda Guerra Mundial. El general Magee escribe sobre este tema: «La aviación de los marines llegó a la mayoría de edad durante la campaña nicaragüense. Las lecciones aprendidas fueron incorporadas mas tarde para guía de las nuevas generaciones. Los oficiales ya listados que volaron en Nicaragua estaban destinados a ser los líderes en la gran guerra del Pacífico". .  En la revista El Libertador, es citado el internacionalista venezolano Carlos Aponte diciendo: "Llegaron tres aviones más... Después de explorar como tres horas, las máquinas infernales bombardearon todas las casas de los campesinos indefensos, seguramente matando mujeres y niños como en todos los casos resulta de esa manera". 
Este tipo de ataque saltó a la fama por el bombardeo sobre Guernica (País Vasco) el 26 de abril de 1937, a manos de la Legión Cóndor durante la guerra civil española. El 31 de mayo de 1938 la aviación italo-germana bombardeó por primera vez la ciudad de Granollers y el 7 de noviembre de ese mismo año, la aviación republicana efectuó el Bombardeo de Cabra, localidad cordobesa. Previamente, el bando republicano fue el primero en bombardear ciudades, de forma que antes de finalizar el mes de julio de 1936 ya habían sido bombardeadas Tetuán, Oviedo, Granada, Zaragoza, Córdoba y Sevilla, según se reconoce en sus propios partes oficiales de guerra, continuando durante los meses de agosto y septiembre de 1936.